# Simone Branca
Simone Branca (født 25. marts 1992) er en italiensk fodboldspiller, der tidligere har spillet i den danske 1. division for Vejle Boldklub.

## Karriere

### Novara
Simone Branca fik sin fodboldopdragelse i Novara, hvor han optrådte 44 gange for klubbens ungdomshold, Primavera-holdet. Han var i klubben i 2011/2012-sæsonen, hvor Novara spillede i Serie A.

### Serie C-klubber
Branca skiftede i sommeren 2012 til Serie C-klubben F.C. Südtirol, hvor han spillede 88 kampe på tre sæsoner. I sin sidste sæson spillede han under træner Adolfo Sormani. I sommeren 2015 skiftede han videre til U.S. Alessandria, hvor han fik 99 kampe for Serie C-klubben på 2,5 år.
Alt i alt spillede Simone Branca 168 kampe i Serie C til og med den 21. januar 2018, hvor han spillede sin sidste kamp for U.S. Alessandria i 1-0-sejren over Pro Piacenza. Han fik 90 minutter.

### Vejle Boldklub
Den 26. januar 2018 offentliggjorde Vejle Boldklub, at klubben havde hentet Branca på en fri transfer. VB-træner Adolfo Sormani kendte Branca fra deres fælles fortid i F.C. Südtirol. Han fik tildelt trøjenummer 23.
Ved sin debut blev Simone Branca den første italiener på Vejle Boldklubs divisionshold. Tidligere har blandt andet italienskfødte Valentino Lai spillet for VB, men han betragtes som svensker på trods af sit dobbelte statsborgerskab. Branca var i klubben i en halv sæson og var med til at sikre oprykningen til Superligaen i 2018.